# ルイージ (ゲームキャラクター)

ルイージのイニシャルマーク

ルイージ (Luigi) は、任天堂が発売したコンピュータゲームソフトのシリーズ、マリオシリーズに登場する架空の人物で、同社の登録商標（第4997624号ほか）。

## 概要
任天堂の看板キャラクター「マリオ」の双子の弟。兄のマリオより長身で痩せ型、カイゼル髭、シャツ・帽子が緑でオーバーオールが紺色、帽子のマークが「L」であるといった相違点がある。『大乱闘スマッシュブラザーズDX』で見られるフィギュアの説明を考慮すると、年齢はマリオと同じ26歳前後（ただし、厳密な設定は存在していない）。
性格はマリオより物静か。一人称は「ボク」で、基本的に柔らかい口調でしゃべる。マリオとは違い、やや気弱で臆病であり、おっちょこちょいな性格。日記を付けるマメな一面もある（『マリオストーリー』より）。お化けや怪物といった類いのものが大の苦手で、そうした存在と相対した際は激しくおびえる。
スポーツ系のゲームでは、マリオ共々、平均的な能力を持つキャラクターとして扱われているが、マリオはパワーが若干強め、ルイージはテクニックに長けているという差もある。
初期作品で2プレイヤー用キャラクターとして位置づけられて以降、マリオと比べてあまり目立たず活躍の場が限られていることから、一部のマリオシリーズや『大乱闘スマッシュブラザーズ』シリーズでは作中で「永遠の2番手」などと揶揄されることがある。
エンターブレインが企画する『ファミ通アワード2013』で「最優秀キャラクター賞」を受賞。

## 名前の由来
名前は任天堂の米国法人（Nintendo of America, NOA）の社員が付けたものである。イタリア人に多く語呂の良い名前を模索した結果「ルイージ」が選ばれたという。また、後の話によるとイタリア人デザイナーに多い名前でもあったとのこと。「生みの親である宮本茂が『マリオの類似（るいじ）やからルイージでええんちゃう』と言ったから」というのは俗説。

## キャラクター設定の変遷
明確にマリオの弟「ルイージ」として初めて登場した作品は、1983年発売のゲーム&ウオッチ版『マリオブラザーズ』である。この中ではマリオの相棒として登場する。本体パネルに描かれたイメージイラストでは片方が赤い帽子・赤いオーバーオールに青のシャツ、もう片方は緑の帽子・緑のオーバーオールに赤のシャツとなっており、この頃から2人は「赤」「緑」として描き分けられていた。同年に稼働を開始した別内容のアーケードゲーム版『マリオブラザーズ』では、マリオが1プレイヤー用キャラ、ルイージが2プレイヤー用キャラとなり、マリオが青い帽子とオーバーオールに赤いシャツ、ルイージは緑の帽子とオーバーオールに赤褐色のシャツで描かれ、ファミコン版のゲーム中ではマリオが赤の帽子とシャツに青のオーバーオール、ルイージが白の帽子とシャツ、緑のオーバーオールの姿で描かれた。ただ、翌1984年稼働のアーケードゲーム版『VS.レッキングクルー』および1985年発売のファミリーコンピュータ（ファミコン）版『レッキングクルー』では、ルイージはピンク色の服装でマリオに近い配色だった。『スーパーマリオブラザーズ』においては、ゲーム中ではマリオが赤の帽子とオーバーオールに茶色のシャツ、ルイージが白の帽子とオーバーオールに緑のシャツの姿で、イラストではマリオが赤の帽子とオーバーオールに青のシャツ、ルイージが水色の帽子とオーバーオールに緑のシャツの姿で描かれた。
初めてマリオとの能力の差別化が図られた作品は1986年発売の『スーパーマリオブラザーズ2』である。この作品では「マリオに比べてジャンプ力が高いが滑りやすい」という、上級者向けの設定になった。この設定は、以降のマリオシリーズでも多く用いられるようになる。服の色以外で初めて外見的な違いが設けられた作品は、同年公開のアニメ映画『スーパーマリオブラザーズ ピーチ姫救出大作戦!』で、マリオよりも細身で長身になっている。ただし、この時の服の色はシャツが黄色、帽子・オーバーオールが青だった。その後、1988年4月発売の『ファミコングランプリII 3Dホットラリー』の説明書内でも細身・長身の姿で描かれると同時に、髭の形がマリオと異なるものに、Lマークが緑にそれぞれ変更された。同時期に日本国外で発売された『Super Mario Bros. 2』（日本における『スーパーマリオUSA』）で初めてグラフィックが差別化された他、シャツ・帽子が緑、オーバーオールが青となり、以降、このスタイルが定着することになる。日本でも『マリオオープンゴルフ』からはゲーム内でも同様に描かれるようになった。また、『ルイージマンション』からはオーバーオールがマリオよりも暗い紺色で差別化されることが多い。作品によってはジャンプ時に足をばたつかせるといった特徴がつけられることもある。
初期の頃は無鉄砲な性格（『スーパーマリオブラザーズ2』の説明書より）で、ファミコンからスーパーファミコン時代の漫画やゲームブック、および前述のアニメ映画では、マリオより兄貴肌の性格として描かれていた。また、ファミリーコンピュータ ディスクシステムの起動画面や『スーパーマリオブラザーズ3』のタイトル画面ではルイージがいたずらを仕掛ける様子が描かれている。しかし、吉田戦車の漫画『はまり道』や本山一城のスーパーマリオシリーズの漫画等で「二番手」「報われない」ということを皮肉って卑屈な性格として描かれて以降、そのイメージが徐々にゲーム本編でも反映されるようになり、一方で、気弱な性格（『マリオストーリー』や『ルイージマンション』など）、多少ドジ（『ペーパーマリオRPG』から）といった、マリオとは異なるルイージ特有の人物像が形成されていった。長期連載となっている沢田ユキオの漫画『スーパーマリオくん』におけるルイージも、初期は一人称が「おれ」で荒っぽい性格だったが「ペーパーマリオRPG編」以降から現在のゲームに準拠した性格に変更されている。
『マリオカート64』以降の作品からは声が付いた。初期の頃に担当していたジュリアン・バーダコフは高い声だったが、国外版『マリオカート64』、『マリオゴルフ64』から担当していたチャールズ・マーティネーはマリオよりもやや低い声で演じている。『ルイージマンション』以降の作品では控えめで気弱な性格が声でも表現されるようになった。ただし、『ニンテンドウオールスター!大乱闘スマッシュブラザーズ』および『大乱闘スマッシュブラザーズDX』では、チャールズ・マーティネーによるマリオの声を高い声に加工したものがルイージに用いられていた。『スーパーマリオブラザーズ ワンダー』でのケビン・アフガニの声もマリオよりやや低い声に準じたものとなっている。

## 派生型のルイージ

### 変身時のルイージ
マリオシリーズにおいて、ルイージはマリオと同様に様々な変身能力を発揮する。多くの能力はマリオと同じで、「ファイアルイージ」（マリオにおける「ファイアマリオ」に相当）のように名称と衣装等が異なるだけだが、『スーパーマリオ 3Dランド』『スーパーマリオ 3Dワールド』の「キツネルイージ」（マリオにおける「タヌキマリオ」に相当）、『New スーパーマリオブラザーズ 2』の「シルバールイージ」（マリオにおける「ゴールドマリオ」に相当）などのように、マリオと性能は共通したままで明確に異なる姿になるものもある。
変身能力の詳細は「マリオ (ゲームキャラクター)#変身能力」を参照。

### ベビィルイージ
ルイージの赤ん坊時代の姿。1995年発売の『スーパーマリオ ヨッシーアイランド』で初登場。この作品を含むいずれの『ヨッシーアイランド』シリーズでも敵にさらわれる。2003年発売の『マリオカート ダブルダッシュ!!』では、ベビィマリオとのペアという形で登場。公式サイトの説明では、「シャイでハニカミやさんだけど、攻撃はスゴイぞ!」と記載されている。『マリオ&ルイージRPG2』では大人マリオと共に大人ルイージが過去にタイムトラベルした際に共演する。泣き虫だが大人ルイージよりも勇敢な性格。大人ルイージとすぐに仲良くなる。『マリオスポーツ スーパースターズ』ではメインキャラクターとして登場する。ベースボールは「スーパーマリオスタジアム ファミリーベースボール」以来約8年半ぶりで、テニス、サッカー、ゴルフは初参加となる。
『スーパーマリオ ヨッシーアイランド』および『ヨッシーアイランドDS』『ヨッシー New アイランド』ではおむつ姿だったが、『マリオカート ダブルダッシュ!!』以降ではオーバーオール姿で登場する。声は大人ルイージと同じくチャールズ・マーティネーが担当している。

### ミスターL
『スーパーペーパーマリオ』に登場。敵であるノワール伯爵の部下「ザ・伯爵ズ」のナスタシアに捕まって催眠術をかけられ、洗脳されたルイージ。「ミドリ色の貴公子」「ミドリのいかずち」との異名を用いる。黒い服を着用し、首に緑色のスカーフを巻き、顔の上半分は黒い仮面で覆われている。頭に被る緑の帽子にはLのアルファベットの鏡文字が描かれている。
普段のルイージの性格とは大きく変わっている。マリオへの対抗心をむき出しにし、誰彼構わず傍若無人な言動をとる。一人称は「オレ」（ただし洗脳が解けかけた際は「ボク」と言っている）。
洗脳が解けた際にはミスターLとしての記憶を失っており、マリオたちもミスターLがルイージだと気づいていない（「どこかで見たことがある」と思った程度）。

### スーパーディメーン
『スーパーペーパーマリオ』に登場するラスボス。ノワール伯爵を出し抜き新世界の創生と支配を狙っていた「ディメーン」が、ハナーンの芽で操ったルイージとコントンのラブパワーを融合されて作り出した混沌の魔物。
彼が解読した黒と白、両ヨゲン書に書かれていた運命を握る「ミドリのオトコ」とはなんとマリオの弟・「ルイージ」のことらしく、その体は「コントンのラブパワーの器」にぴったりだという。ルイージ自身は「ルイルイルイー!」や「ミードーリー!」と、奇声に近い声しか発せないが、ディメーンが乗り込み一体化する事で、彼の人格をもって動き出す。
しかし、最初はコントンのラブパワーの力によって無敵状態であるが、伯爵の中間を思うドドンタスやマネーラの忠誠心によって復活したピュアハートの力で解除することができようやくダメージが入るようになる。その後にマリオ、ピーチ、クッパとフェアリンたちに敗れた後は身体が爆発し、頭だけと惨めな姿になってしまう。さらに理解不明な不敵に笑い、最後の力を振り校って禁忌を起こしコントンのラブパワーにチカラを与え、高笑いを上げながら全滅されたことで、傷一つなくルイージの本体は無事に元の姿に戻っていた。
ただし、その後にエマ（アンナ）とルミエール（ノワール伯爵）の活躍によって世界の破滅は回避されることとなった。

### ユメルイージ
『マリオ&ルイージRPG4 ドリームアドベンチャー』に登場。夢世界のルイージ。

## 作品内での扱い

### マリオシリーズでの扱い
2Dのスーパーマリオシリーズでは、2プレイヤーキャラクターとしてマリオと共に登場する。また、コースクリア型の3Dスーパーマリオシリーズでもプレイヤーキャラとして毎回登場しており、マリオカートシリーズやマリオパーティシリーズなどの作品でも常連となっている。一方で、箱庭探索型の3Dスーパーマリオシリーズである『スーパーマリオ64』（リメイク版の『スーパーマリオ64DS』には登場する）、『スーパーマリオサンシャイン』、発売当初の『スーパーマリオ オデッセイ』（2018年2月の無料アップデートから登場する様になった）では出番がなく、それ以外の作品でも出番が限られたり、ぞんざいに扱われたりすることがある。
『スーパーマリオRPG』では取扱説明書や一部の台詞、エンディングにしか顔を見せず、『マリオストーリー』では、マリオが冒険に出ている間、家でずっと留守番をしている。
『ルイージマンション』で初めて主役を務める。なお、日本国外のみで発売された地理学習ゲーム『Mario is Missing!』では主役となっているが、任天堂はライセンス供与のみで同作の開発・販売に関わっていない。
マリオ&ルイージRPGシリーズではマリオのパートナーとして冒険する。ただ、物語の中では、クッパや彼の部下達から「緑のヒゲ」「頼りないヒゲ」、マメーリア城の警備員からも「ルーなんとか」と名前で呼ばれないなど、雑な扱いを受けている。
『ペーパーマリオRPG』では、エクレア姫を助けるために単身冒険に出ているが、その様子はゲーム本編では描かれていない。仲間の話を聞く限り、旅先で迷惑ばかりかけていたとのことだが、エクレア姫は無事に救出している。作中では、冒険の内容を記した本『スーパールイージ』シリーズが（話をかなり美化した上で）発売されベストセラーになっている。
『スーパーマリオ64DS』では操作キャラクターの一人となり、ゲーム中ではマリオの「スケスケマリオ」（透明マリオ）の能力と同様の「透明ルイージ」に変身することができる。また、短時間水面歩行できる特有の能力を持つ。ただ、ゲーム中の解説（看板）によれば、透明ルイージは「影が薄いから」、水面歩行は「水に浮くほど存在が軽いから」可能になったとのこと。作品内では味方キャラクター（キノピオ、赤ボム）からも馬鹿にされている。
『スーパーペーパーマリオ』では、ノワール一味に洗脳され、洗脳が解けた後はマリオたちの仲間となって同行し、終盤で再び洗脳される。洗脳されている間は「ミスターL」と名乗り、専用メカ「エルガンダー」（後に「エルガンダーZ」へと強化）と共にマリオたちの前に現れる。
『スーパーマリオギャラクシー』では、「ファントムギャラクシー」内の館に幽閉されている。救出後は「パワースター」探しを行うようになるが、毎回のように向かった先から帰れなくなっている。マリオが迎えに行きルイージが持つパワースターを受け取る際には、マリオの後ろでポーズを決める。また、パワースターを120個集めると、ルイージをプレイヤーキャラとして使用できるようになるが、シナリオはマリオの場合と変わらないため、場面によってはルイージが同時に2人登場する。ルイージ本人はそれを「自分によく似た人」としか思っておらず、気に留めていない。
『マリオ+ラビッツ キングダムバトル』では、キノコ王国に現れたウサギ「ラビッツ」たちとともに武器を装備して戦う。
『マリオテニスエース』では、ワリオとワルイージが持ち込んだ人を操る力を持つラケット「エスター」の力に取り込まれ、ルイージが行方不明になる。
その他、『New スーパーマリオブラザーズ U』の派生作品『New スーパールイージ U』や、『スーパーマリオ 3Dワールド』収録の作品『ルイージブラザーズ』などでも主役を務めている。

### 大乱闘スマッシュブラザーズシリーズでの扱い
『大乱闘スマッシュブラザーズ』シリーズではファイターの一人として全作品に登場。
1作目の『ニンテンドウオールスター!大乱闘スマッシュブラザーズ』から3作目『大乱闘スマッシュブラザーズX』までは初期段階では使用できず、一定条件を満たすと使用できるようになる。戦闘時に見せる動きはコミカルなものが多い。
『大乱闘スマッシュブラザーズX』では、強力な必殺ワザ「最後の切りふだ」として、ルイージの周辺に様々なマイナス効果を及ぼす空間を発生させる強力な技「ネガティブゾーン」を用いる。また作中では、『メタルギア』シリーズのキャンベル大佐がルイージのことを「永遠の2番手」「いわゆる日陰者」「兄に勝る弟などいない」と貶し、同シリーズのスネークにたしなめられる場面がある。
同作品のアドベンチャーモード「亜空の使者」では、ストーリー上重要な役割を果たすこととなる。
4作目『大乱闘スマッシュブラザーズ for Nintendo 3DS / Wii U』以降では、ジャンプ時に『スーパーマリオUSA』などのように足をばたつかせる動作を行うようになったほか、最後の切りふだが『ルイージマンション』でルイージが使用するアイテム「オバキューム」に変更されている。

## 関連キャラクター
マリオ
ルイージの双子の兄。基本的には仲が良く、『マリオスタジアム』シリーズでは全キャラクターの相性の中で1番数値が高い。日本国内作品におけるルイージはマリオのことを「兄さん」と呼ぶが、日本国外作品では名前で呼んでいる（英語圏では兄弟同士の場合お互いを名前で呼ぶのが普通である）。ただし、日本国外版『スーパーペーパーマリオ』など一部の作品では「Bro（兄弟）」という呼称が使われている。
ピーチ
キノコ王国のお姫様。クッパにさらわれてしまうことが多いが、作品によってはルイージが救出に向かう。大抵の作品ではマリオ同様親しく接しているが、一部の作品では扱いがひどいこともある。
ヨッシー
『スーパーマリオワールド』以来たびたび共演している恐竜。『マリオテニスGC』では空腹に耐えられなかった（正確には勘違いしていた）ことで、ルイージが食べられてしまう。
キノピオ
マリオシリーズに数多く登場するキノコ王国の住人。『New スーパーマリオブラザーズ Wii』ではピーチ姫を助けるため青キノピオと黄キノピオが共に冒険に出る。『スーパーマリオ64DS』などでは、ルイージを頼りない人として扱うが、ルイージマンションシリーズではルイージを頼りにしている。
クッパ
クッパ軍団の首領。ルイージがプレイヤーキャラクターとなるスーパーマリオシリーズ作品ではピーチ姫の救出を賭けて対決することになる。マリオ&ルイージRPGシリーズではルイージのことを「緑のヒゲ」と呼びマリオの弟とすら認識していなかったが、『マリオ&ルイージRPG4 ドリームアドベンチャー』ではラストにルイージのことを認め、名前で呼ぶようになった。
デイジー
サラサ・ランドのお姫様。1991年発売の『マリオオープンゴルフ』でルイージのキャディとして初共演。『マリオパーティ』シリーズでは2人がコンビを組むと「じみーズ」（『マリオパーティ5』）、「ぐうぜんカップルズ」（『マリオパーティ8』）というコンビ名になる。『マリオカートWii』の走行コースの一つ「デイジーサーキット」にはルイージとデイジーが手をつないだ姿の像が建っている。
ゲームと世界観は異なるが、実写映画『スーパーマリオ 魔界帝国の女神』ではルイージと恋仲の関係にある。
ワルイージ
ルイージのライバルとして『マリオテニス64』で初登場。普段は気弱で臆病な性格のルイージもワルイージに対しては強気で接していることが多い。ルイージの方はワルイージを意識している様子はほぼないが、『いただきストリートDS』ではルイージがワルイージを見くびっている場面も見られる。
オヤ・マー博士
ルイージマンションシリーズに登場する博士。オバケ退治に用いる道具「オバキューム」「ゲームボーイホラー」等をルイージに提供する。
グーイージ
オヤ・マー博士が発明した、ルイージそっくりの緑色の物体。ニンテンドー3DS版『ルイージマンション』で初登場し操作キャラクターとなる。格子をすり抜けるなどの能力を持つ一方、熱や水に触れると溶けてしまう。
キングテレサ
ルイージマンションシリーズのラストボス。パーティ系のゲームで共演する際には相性が悪いことが多い。
ラビッツルイージ
『マリオ+ラビッツ キングダムバトル』に登場するウサギのキャラクター「ラビッツ」の一種。ルイージのような格好をしている。

## ルイージの年
1983年発売の『マリオブラザーズ』でルイージが初登場してから2013年で30周年となったことを受け、2013年2月14日に放送された「Nintendo Direct」の中で、当時の任天堂社長・岩田聡から2013年を「ルイージの年」にすると宣言された。以降、2014年3月18日までの約1年にわたって関連作品・関連グッズが製作・販売され、関連イベントも行われた。

### 関連作品
ルイージマンション2 （2013年3月20日、ニンテンドー3DS）
前作から約11年半ぶりの新作。前作を超える売り上げとなる日本国内100万本以上、世界累計545万本（2017年9月末時点）を記録した。
New スーパールイージ U （2013年7月13日、Wii U）
『New スーパーマリオブラザーズ U』のルイージ版。コースが原作から全て一新されている。
マリオ&ルイージRPG4 ドリームアドベンチャー （2013年7月18日、ニンテンドー3DS）
マリオがルイージの夢の中の世界を冒険する。
スーパーマリオ 3Dワールド （2013年11月21日、Wii U）
隠し要素として、ファミコン版『マリオブラザーズ』をアレンジした『ルイージブラザーズ』を収録。登場する2人の操作キャラクターが共にルイージになっている。
Dr.LUIGI & 細菌撲滅 （2014年1月15日、Wii U）
『Dr.MARIO & 細菌撲滅』のルイージ版。マリオの代わりにルイージがドクターとなる。原作にはないL字型のカプセルが登場する。

### 関連グッズ
クラブニンテンドーの景品
任天堂が行っていた会員サービス「クラブニンテンドー」で、「ルイージの年」仕様の景品として「ザ・イヤー・オブ・ルイージ サウンドセレクション」「ニンテンドー3DS LL ポーチ」「ノート&ボールペン」「クリーナークロス」が製作された。
ルイージ30周年 パック （2013年7月18日発売）
表面にルイージのシルエットが迷彩柄風にあしらわれたニンテンドー3DS LL本体に、『マリオ&ルイージRPG4 ドリームアドベンチャー』のダウンロード版がついた限定商品。ソフト単体と同日に発売。
With LUIGI 30th Anniversary： ザ・イヤー・オブ・ルイージ メモリアルムック （2013年12月16日発売）
学研教育出版より発売されたムック。歴代のルイージ登場作品や関連グッズを紹介している。付録として「ルイージトートバッグ」と「スーパースターパスケース」がセットになっている。

### 関連イベント
Miiverse ルイージの年 コミュニティ
「ルイージの年」の期間中、任天堂が運営していたSNS「Miiverse」に特設コミュニティが開設された（現在は閉鎖）。この中ではルイージに関する様々なコメントやイラストが寄せられたほか、テーマに沿ったイラストやゲーム画面写真の投稿を募集する「作ルイージ」（つくルイージ）という企画も実施された。
ニコニコ超会議2
2013年4月27日と4月28日に幕張メッセで開催されたイベント「ニコニコ超会議2」に、マリオシリーズから唯一ルイージの着ぐるみが参加した。イベントの最中には、ルイージがセガのブースを訪れ、初音ミクの派生キャラクター「ミクダヨー」の着ぐるみと共演する一幕もあった。
ルイージライン
2013年8月12日、アメリカ合衆国のシカゴで運行している高架鉄道および地下鉄の「シカゴ・L」で、車体の内外に『New スーパールイージ U』のイラストを施したラッピング車両が「ルイージライン」（Luigi Line）として走行し、ルイージの着ぐるみも乗車した。

## その他
- 2005年から2006年冬に任天堂が実施した「HOT MARIO BROS.」キャンペーン関連や『マリオバスケ 3on3』のCMではナインティナインの矢部浩之が、「ルイージの年」関連のCMでは稲川淳二が、『マリオ&ルイージRPG4 ドリームアドベンチャー』のCMでは本田翼が、それぞれルイージに扮して出演した。

## 登場作品
- マリオブラザーズ
  - ファミコンミニ11 マリオブラザーズ
  - 帰ってきたマリオブラザーズ
  - ルイージブラザーズ ※『スーパーマリオ 3Dワールド』に収録
  - アーケードアーカイブス マリオブラザーズ
- レッキングクルー
  - レッキングクルー'98
  - ファミコンミニ14 レッキングクルー
- スーパーマリオブラザーズ
  - スーパーマリオブラザーズデラックス
  - ファミコンミニ01 スーパーマリオブラザーズ
  - ファミコンリミックスシリーズ ※『2』にはルイージを主人公にした『スーパールイージブラザーズ』を収録
  - アーケードアーカイブス VS.スーパーマリオブラザーズ
- スーパーマリオブラザーズ2
  - ファミコンミニディスクシステムセレクション スーパーマリオブラザーズ2
- スーパーマリオブラザーズ3
  - スーパーマリオアドバンス4
- スーパーマリオワールド ※「ルイジ」表記になっている箇所あり。リメイク版では修正されている。
  - スーパーマリオアドバンス2
- スーパーマリオUSA
  - スーパーマリオアドバンス
- スーパーマリオコレクション
- スーパーマリオ ヨッシーアイランド
  - スーパーマリオアドバンス3
- ヨッシーアイランドDS
- ルイージマンションシリーズ ※初の主役作品シリーズ
- スーパーマリオ64DS
- スーパーマリオギャラクシー
- スーパーマリオギャラクシー2
- スーパーマリオ 3Dランド
- スーパーマリオ 3Dワールド
- New スーパーマリオブラザーズ
- New スーパーマリオブラザーズ Wii
- New スーパーマリオブラザーズ 2
- New スーパーマリオブラザーズ U
  - New スーパールイージ U ※ルイージを主人公にした派生作品
- Super Mario Run
- スーパーマリオ オデッセイ※2018年2月の無料アップデートで登場、ストーリークリア後に登場するミニゲーム「バルーンファインド」の案内役を担当。
- スーパーマリオブラザーズ ワンダー
- ペーパーマリオシリーズ
- マリオ&ルイージRPGシリーズ
- マリオカートシリーズ
- マリオパーティシリーズ
- マリオゴルフシリーズ
- マリオテニスシリーズ
- マリオストライカーズシリーズ
- スーパーマリオスタジアムシリーズ
- Dance Dance Revolution with MARIO
- マリオバスケ 3on3
- MARIO SPORTS MIX
- マリオスポーツ スーパースターズ
- ヨッシーのたまご
- マリオとワリオ
- マリオのスーパーピクロス
- キャッチ!タッチ!ヨッシー!
- スーパープリンセスピーチ
- Dr.LUIGI & 細菌撲滅
- Dr.MARIO ギャクテン!特効薬 & 細菌撲滅
- ドクターマリオ ワールド
- ゲームボーイギャラリーシリーズ
- 大乱闘スマッシュブラザーズシリーズ
- マリオ&ソニック AT 北京オリンピック
- マリオ&ソニック AT バンクーバーオリンピック
- マリオ&ソニック AT ロンドンオリンピック
- マリオ&ソニック AT ソチオリンピック
- マリオ&ソニック AT リオオリンピック
- マリオ&ソニック AT 東京2020オリンピック
- パズル&ドラゴンズ スーパーマリオブラザーズ エディション
- マリオ+ラビッツ キングダムバトル
- マリオ+ラビッツ ギャラクシーバトル
- NBAストリートV3 マリオでダンク
- SSX On Tour with マリオ
- 役満DS
  - Wi-Fi対応 役満DS
- いただきストリートDS
- いただきストリートWii
- 星のカービィ スーパーデラックス ※デデデ大王戦、サブゲーム『かちわりメガトンパンチ』での観客として登場
  - 星のカービィ ウルトラスーパーデラックス ※SFC版と同上
- テトリスDS
- クイックス
- F1レースゲームボーイ版
- Wii Fit ※ジョギングのコース途中の壁面にドット絵のルイージが描かれている
- ニンテンドーDSi電卓 ファミコンマリオタイプ
- ニンテンドーDSi時計 ファミコンマリオタイプ

## amiibo
- ルイージ（大乱闘スマッシュブラザーズシリーズ、2014年12月6日発売）
- ルイージ（スーパーマリオシリーズ、2015年3月12日発売）
- 『マリオスポーツ スーパースターズ』amiiboカード、（2017年3月30日発売）

## 担当声優・俳優

### 声優
ゲーム作品での配役
- 宮川一朗太 - サテラビュー
- マーク・グラウェ - 『Hotel Mario』
- ジュリアン・バーダコフ - 日本版『マリオカート64』、『マリオパーティ』、『マリオパーティ2』、『マリオカートアドバンス』
- チャールズ・マーティネー - 日本国外版『マリオカート64』（1997年）から『マリオ+ラビッツ ギャラクシーバトル』（2022年）までのゲーム作品
- ケビン・アフガニ - 『スーパーマリオブラザーズ ワンダー』以降のゲーム作品

メディアミックス作品での配役
- ダニー・ウェルズ - テレビアニメ『The Super Mario Bros. Super Show!』
- トニー・ロザート - テレビアニメ『The Adventures of Super Mario Bros. 3』、テレビアニメ『Super Mario World（TVシリーズ）』
- 水島裕 - 劇場アニメ『スーパーマリオブラザーズ ピーチ姫救出大作戦!』、OVA『マリオとヨッシーの冒険ランド』
- 塩屋翼 - OVA『スーパーマリオの消防隊』
- 龍田直樹 - OVA『アマダアニメシリーズスーパーマリオ』
- 堀内賢雄 - 『マリオオープンゴルフ』CM
- 辻谷耕史 - 実写映画『スーパーマリオ 魔界帝国の女神』（吹き替え・ソフト版）
- 島田敏 - 実写映画『スーパーマリオ 魔界帝国の女神』（吹き替え・日本テレビ版）
- チャーリー・デイ - 劇場アニメ『ザ・スーパーマリオブラザーズ・ムービー』
- 畠中祐 - 劇場アニメ『ザ・スーパーマリオブラザーズ・ムービー』（特別日本語版）

ゲーム作品では専任声優としてチャールズ・マーティネーが長年担当していた。チャールズは2022年に降板となり、2023年の『スーパーマリオブラザーズ ワンダー』からはケビン・アフガニが新たに声を担当する。

### 俳優
- ジョン・レグイザモ - 実写映画『スーパーマリオ 魔界帝国の女神』